# Chinesischer Pavillon (Dresden-Weißer Hirsch)

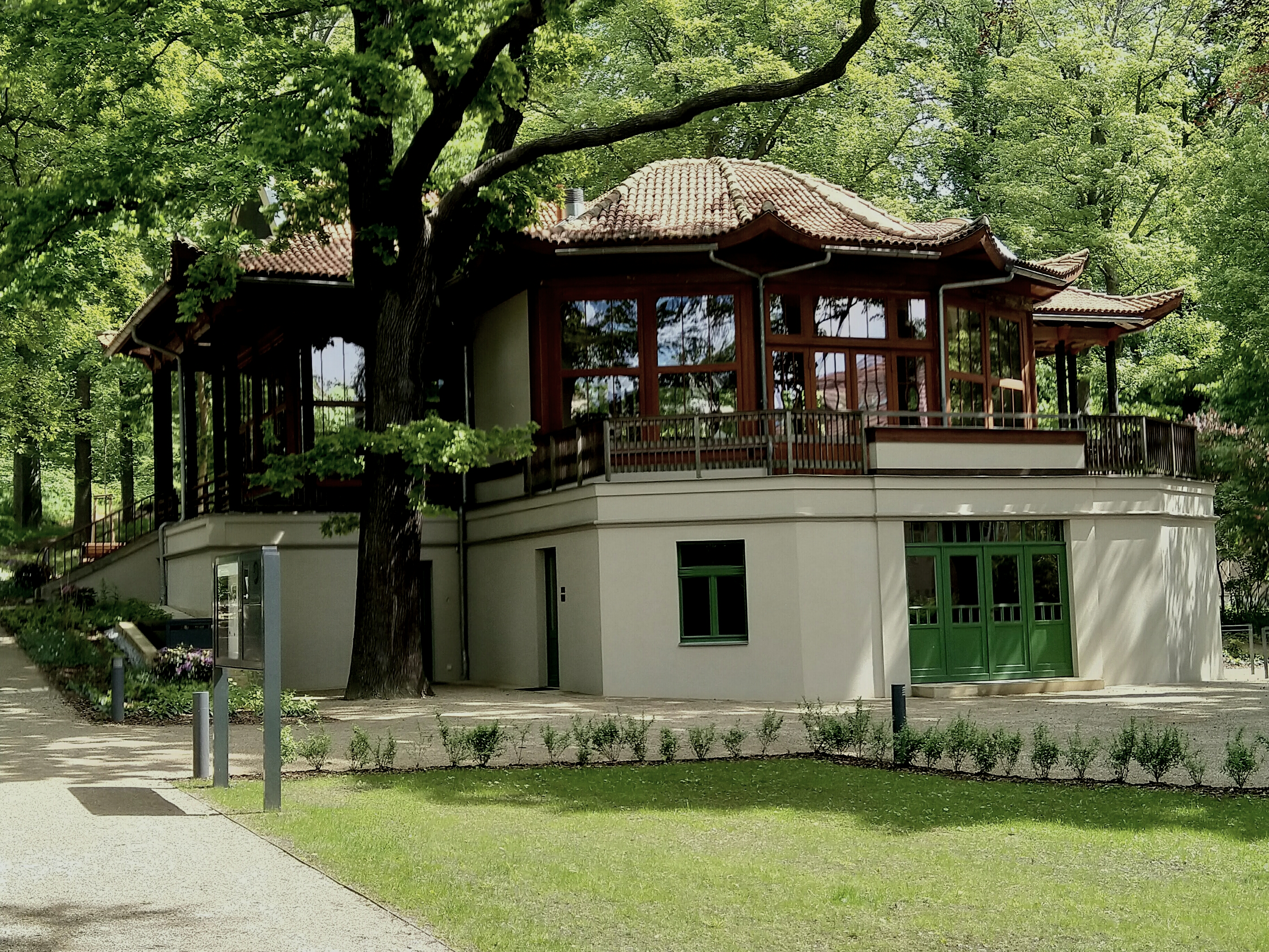
Chinesischer Pavillon
(2021, Ansicht von Süden)

Der Chinesische Pavillon ist ein denkmalgeschütztes Gebäude im Dresdner Villenviertel Weißer Hirsch. Der Pavillon (Anschrift Bautzner Landstraße 17a) befindet sich unweit des ehem. Rathauses am südlichen Waldrand der Dresdner Heide. Außer diesem gibt es noch andere Chinesische Pavillons in Deutschland.

## Geschichte

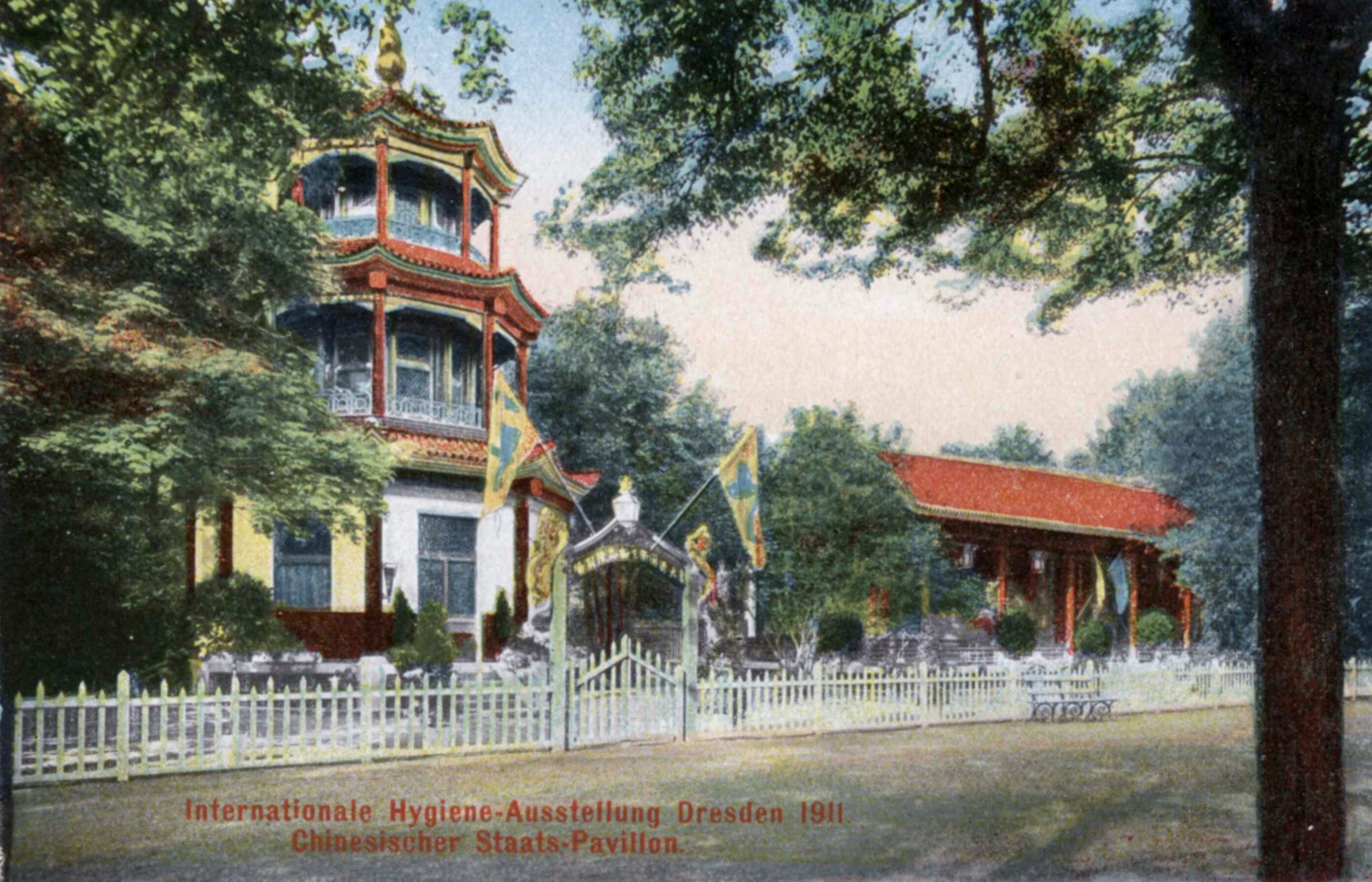
Pagode (links) und Chinesischer Pavillon (rechts) auf der Hygieneausstellung 1911.

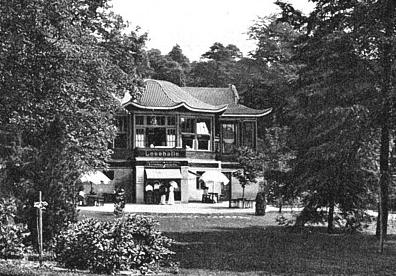
Chinesischer Pavillon im Jahr 1914, Ansicht von Süden.

Der Chinesische Pavillon wurde anlässlich der Ersten Internationalen Hygiene-Ausstellung in Dresden 1911 als Ausstellungspavillon des damaligen chinesischen Kaiserreichs im Auftrag der kaiserlichen chinesischen Regierung errichtet. Zimmerleute aus Shanghai bauten die traditionelle chinesische Hallenkonstruktion zunächst in China auf; anschließend wurde der Pavillon in Einzelteile zerlegt, nach Dresden verschifft und von Dresdner Bauarbeitern dort wieder aufgestellt. Auf dem Ausstellungsgelände stand links neben dem Pavillon eine dreigeschossige Pagode, von der jedoch nichts mehr erhalten ist. Nach Ende der Ausstellung ließ die chinesische Regierung den Pavillon samt Innenausstattung als Gastgeschenk in Dresden zurück. Während einige Exponate in die Sammlung des Museums für Völkerkunde Dresden übergingen, kaufte noch im November 1911 die selbstständige Gemeinde Weißer Hirsch das Gebäude für 8500 Mark (nach anderen Quellen 7000 Mark). Unter der Leitung des Architekten Max Müller wurde der Pavillon im Rathausgarten der Gemeinde wieder aufgestellt. Aufgrund der örtlichen Gegebenheiten wurde der ursprünglich eingeschossige Pavillon auf ein Untergeschoss aufgesockelt.
Am 1. August 1912 wurde der Pavillon wieder eingeweiht, nun als Lesecafé mit den Beständen einer seit 1907 bestehenden öffentlichen Lesehalle für in- und ausländische Zeitungen und Zeitschriften. Es gab Raucher- und Nichtraucherräume, auch standen Brettspiele und Schreibtische mit Schreibutensilien zur Verfügung. im Jahr 1913 eröffnete Pfunds Molkerei im Untergeschoss eine Trinkkurhalle mit Milch, Milchprodukten und Mineralwässern. Nach dem Zweiten Weltkrieg wurde der Chinesische Pavillon 1951 als Gaststätte erneut eröffnet, 1961 wieder als Lesecafé. Im Jahr 1992 wurde hier das erste Chinarestaurant Dresdens eröffnet. Das Gebäude befand sich nach einem Brand im Sommer 1997 in schlechtem Zustand. 
Durch Initiativen des 2005 von Malte von Bargen (1929–2024) gegründeten Vereins Chinesischer Pavillon zu Dresden e. V., in dessen Eigentum sich das Gebäude seit 2006 befindet, wurde das Gebäude seit Herbst 2007 denkmalgerecht saniert. Die Hauptarbeit konnte 2015 abgeschlossen und der Pavillon am 1. Oktober jenes Jahres als Begegnungsstätte für den deutsch-chinesischen Austausch eröffnet werden.

## Baubeschreibung

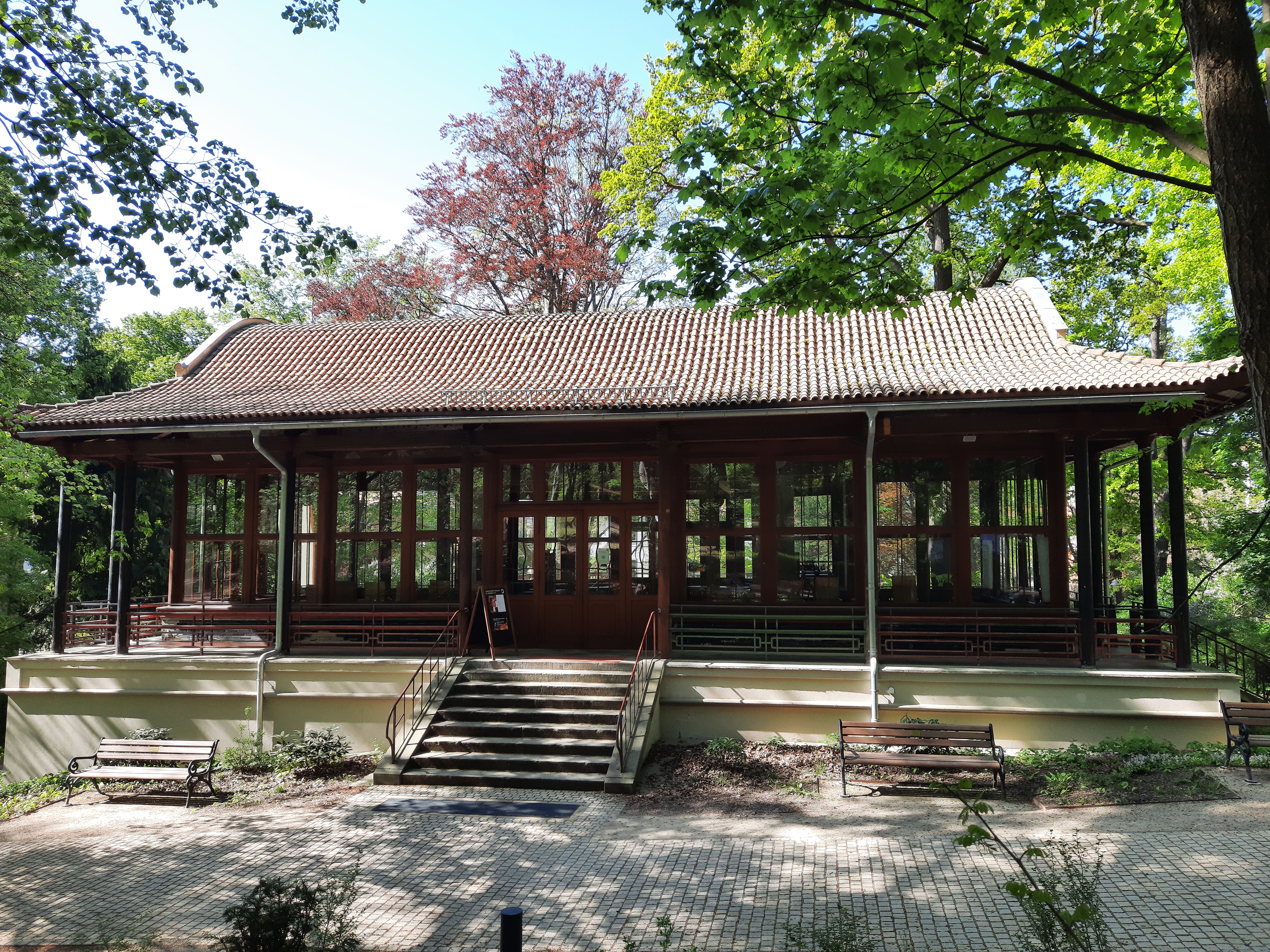
Chinesischer Pavillon im Mai 2022, Ansicht von Norden

Der Chinesische Pavillon ist eine klassische chinesische Holzkonstruktion in der sich Architekturelemente aus Nord- und Südchina mischen. Ursprünglich war der Pavillon anlässlich der ersten internationalen Hygiene-Ausstellung 1911 ebenerdig als eingeschossiger, fünfjochiger, südchinesischer Hallenbau mit Umgang in Kombination mit einem nordchinesischen geschwungenen Fußwalmdach mit gerundetem First auf dem Ausstellungsgelände in Dresden errichtet worden. Auf seiner Südseite, gegenüber dem Eingang, wurde ein räumlicher Bereich mit der Grundfläche eines halbierten Oktogons konstruktiv mit dem Hallenbau verschmolzen; dieser wird von einem helmartigen geschwungene Dach überspannt.